# Jerzy Strzałka
Jerzy Strzałka (ur. 28 marca 1933 w Motyczu, zm. 13 października 1976 w Warszawie) – polski szpadzista, olimpijczyk z Rzymu 1960. 
Specjalizował się w szpadzie. Mistrz Polski z roku 1962, srebrny medalista z 1961 roku, brązowy medalista mistrzostw Polski z 1959 roku. Wraz z drużyną klubu sportowego CWKS Legia Warszawa wielokrotny drużynowy mistrz Polski w szpadzie w latach 1960–1962 oraz 1964–1968. 
Uczestnik mistrzostw świata w roku 1963 podczas których wraz z partnerami (Bohdan Gonsior, Bohdan Andrzejewski, Henryk Nielaba, Ryszard Parulski) wywalczył złoty medal w turnieju drużynowym.

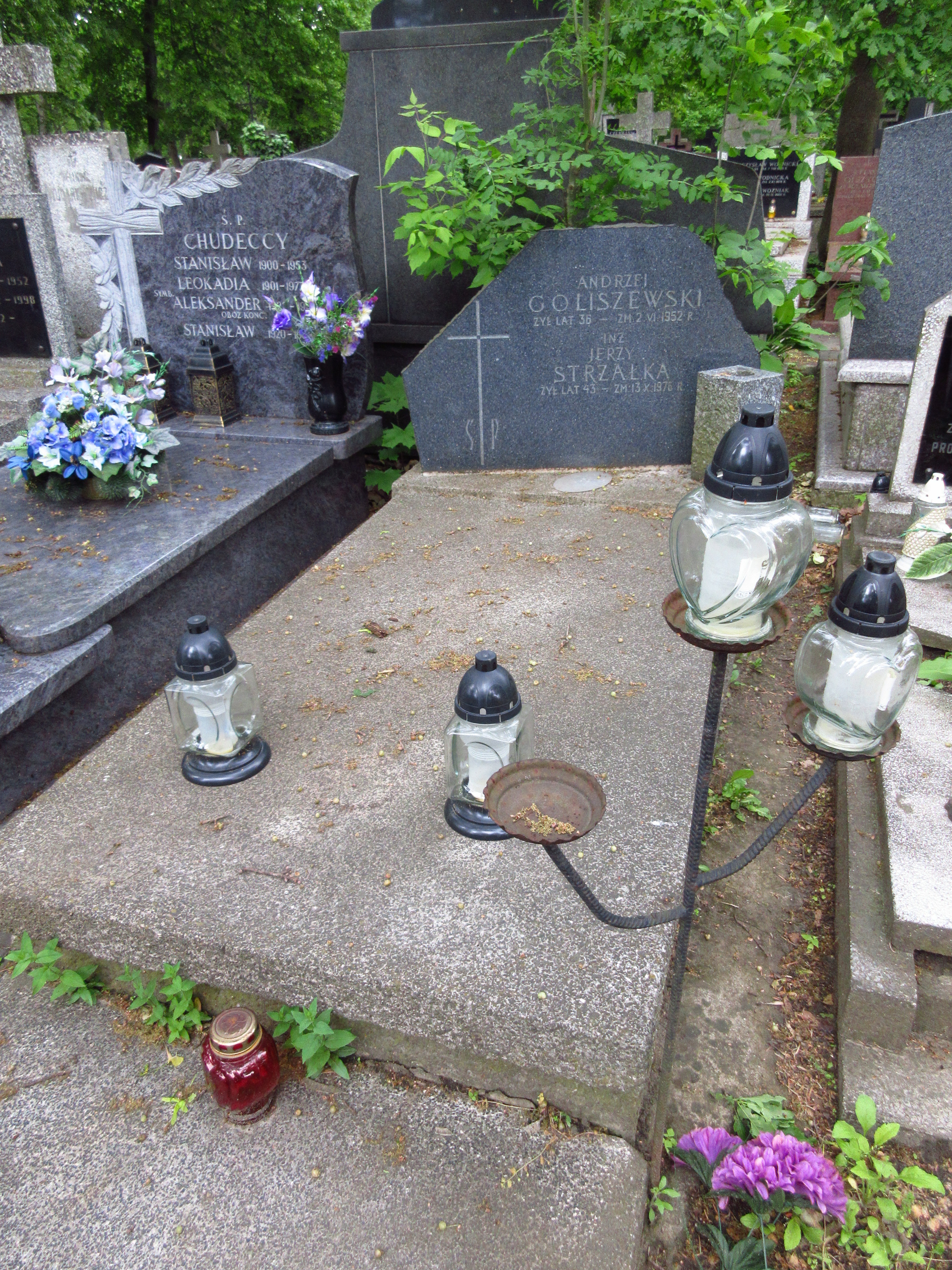
Grób Jerzego Strzałki na Cmentarzu Bródnowskim

Na igrzyskach olimpijskich w 1960 roku wziął udział w drużynowym turnieju szpadzistów, w którym Polacy (partnerami byli: Wiesław Glos, Bohdan Gonsior, Janusz Kurczab, Andrzej Kryński) odpadli w 1/8 finału. Pochowany na cmentarzu Bródnowskim w Warszawie (kwatera 8F-6-22).